# Щавель бульбистий
Щавель бульбистий, щавель чорноморський як Rumex euxinus (Rumex tuberosus) — вид рослин з родини гречкових (Polygonaceae), поширений у північно-західній Африці, південній частині Європи від Італії до пд.-зх. Росії, у західній Азії.

## Опис
Багаторічна рослина 60–100 см заввишки. Корені потовщені, довгасто-лінійні. Внутрішні листочки оцвітини напівкруглі, при плодах 4.5–5 мм довжиною і ≈ 3.5 мм шириною. Прикореневі листки з тонко загостреними, спрямованими вниз бічними лопатями, над якими є ще 1 пара дрібних лопатей, знизу запушені.

## Поширення
Поширений у північно-західній Африці, південній частині Європи від Італії до південно-західної Росії, у західній Азії.
В Україні вид зростає на солонцюватих луках, вологих кам'янистих місцях — дуже рідко в Донецькому Лісостепу (по річці Міус), по березі моря (півострів Джарилгач, острів Бірючий), в Криму (Карадаг).